# Pimavanserina
Pimavanserina (nome comercial: Nuplazid) é um antipsicótico atípico aprovado para o tratamento da psicose associada à doença de Parkinson. É tomado por via oral.
Os efeitos colaterais da pimavanserina incluem edema periférico e confusão . Ao contrário de outros antipsicóticos, a pimavanserina não é um antagonista do receptor de dopamina, mas sim um antagonista seletivo ou agonista inverso do receptor de serotonina 5-HT2A e, em menor grau, do receptor de serotonina 5-HT2C.
A pimavanserina recebeu sua primeira aprovação para uso médico em 2016. Foi liberada como medicamento genérico em 2024.

## Usos médicos
A pimavanserina é usada no tratamento da psicose de Parkinson, caracterizada por sintomas como alucinações (ver ou ouvir coisas que não existem) e delírios (crença exacerbada em coisas irreais).

### Formas disponíveis
Pimavanserina está disponível na forma de comprimidos de 10mg e cápsulas de 34 mg, ambos admnistrados por via oral.

## Efeitos colaterais
Os efeitos colaterais da pimavanserina incluem edema periférico e confusão, entre outros.

## Farmacologia

### Farmacodinâmica
| Alvo [en] | Afinidade [en] (Ki, nM)      |
| --- | ---------------------------- |
| 5-HT1A | ND                           |
| 5-HT2A | 0.087–0.5 (Ki) 1.9–50 (IC50) |
| 5-HT2B | 436 (Ki)                     |
| 5-HT2C | 0.44–10 (Ki) 91 (IC50)       |
| D1–D5 | 300+                         |
| α1–β3 | 300+                         |
| H1–H4 | 300+                         |
| M1–M5 | 300+                         |
| σ1 | 120                          |
| Notes: Quanto menor o valor, mais fortemente a droga se liga ao alvo. Todas as proteínas são humanas, a menos que especificado de outra forma. Refs: |                              |

A pimavanserina atua como um agonista ou antagonista inverso seletivo do receptor de serotonina 5-HT2A. É também um antagonista ou agonista inverso do receptor de serotonina 5-HT 2C em menor grau.
O fármaco tem uma afinidade (Ki) de 0,087 a 0,5 nM para o receptor de serotonina 5-HT2A e 0,44 a 10 nM no receptor de serotonina 5-HT2C, enquanto seus valores de inibição funcional (IC50) foram relatados como sendo 1,9 nM no receptor de serotonina 5-HT2A e 91 nM no receptor de serotonina 5-HT2C. Portanto, a pivanserina demonstra uma afinidade de 3 a 50 vezes maior pelo receptor de serotonina 5-HT2A em relação ao receptor de serotonina 5-HT2C, dependendo do ensaio, além de uma seletividade 49 vezes superior na inibição funcional do receptor de serotonina 5-HT2A em comparação ao receptor de serotonina 5-HT2C.
A pimavanserina apresenta baixa ligação aos receptores σ1 (K i = 120 nM) e não tem afinidade significativa (Ki > 300 nM) no receptores de serotonina 5-HT2B, dopaminérgicos (incluindo o receptor D2),muscarínicos, histamínicos, adrenérgicos ou para canais de cálcio [en].

### Farmacocinética
A meia-vida de eliminação da pimavanserina é de 54 a 57 horas. A meia-vida do seu metabólito ativo N-desmetilpimavanserina é de 200 horas.